# François Gonnessiat
François Gonnessiat (né le 23 mai 1856 à Mornay dans l'Ain, et mort le 17 octobre 1934 à Alger) est un astronome français, directeur des observatoires de Quito, puis d'Alger.

## Biographie
Fils de Claude Gonnessiat, facteur rural, et de Jeannette Dubourget, François Gonnessiat fait ses études à l’école communale de Maillat et passe avec succès le concours de l'École Normale d'instituteurs en 1872 en s'y classant à la première place ; il intègre l'École normale de Bourg-en-Bresse le 1er octobre 1872. Entré au lycée de Bourg comme aspirant répétiteur, il réussit le baccalauréat ès sciences avec mention assez bien, puis s'inscrit en licence de sciences mathématiques à la faculté de Lyon dont il est boursier en février 1878.

### L’astronome
Gonnessiat devient un des premiers étudiants de Charles André, professeur d'astronomie à la faculté des sciences, alors chargé de la création d’un nouvel observatoire à Lyon. Après sa licence obtenue en novembre 1879. André le recrute comme élève astronome en mai 1880 à l'observatoire de Lyon, et lui confie, malgré son jeune âge, la responsabilité du service méridien.
Les travaux de Gonnessiat à cette époque visent à améliorer la précision des mesures de déclinaison et d'ascension droite des étoiles fondamentales en traquant toutes les sources d'erreur. La publication d’articles dans la nouvelle revue Le Bulletin Astronomique permet de définir le protocole d'observation et d'analyse des données, de façon à contrôler toutes les erreurs systématiques auxquelles les mesures méridiennes doivent faire face. Ces travaux lui valurent la reconnaissance de ses pairs, et Gonnessiat reçut le prestigieux prix Lalande en 1889.
En 1894, Gonnessiat publie deux articles concernant les oscillations de l'axe de rotation de la Terre, mises en évidence quelques années auparavant par l'américain Seth Carlo Chandler, en utilisant des données recueillies entre 1885 et 1893. Ces publications sont parmi les plus importantes du jeune observatoire de Lyon car c'est la première fois que ces oscillations sont observées en France. Les travaux de Chandler ne faisaient alors pas encore l'unanimité parmi les astronomes français qui étaient particulièrement réticents à ces nouvelles idées. Chandler utilisera ces mesures pour ajuster son propre modèle et les articles de Gonnessiat auront un certain retentissement à l'international
Gonnessiat publie alors le résultat de ses observations, ce qui lui vaut une reconnaissance internationale : la confirmation sur une longue série temporelle obtenue dans un même site de la variation des latitudes terrestres, qui est la conséquence du déplacement des pôles géographiques prédit par Euler au XVIIIe siècle,,.
À partir de 1889, Gonnessiat concentre ses travaux sur l’équation personnelle, qui allaient être l’objet de sa thèse de doctorat passée en 1892, lui permettant d’accéder au grade d’astronome adjoint en 1893.

### L’observatoire de Quito
En 1900, Henri Poincaré présente la mission géodésique qui allait partir mesurer le méridien au niveau de l'équateur et écrivit :

« Le Gouvernement français a mis à la disposition du Gouvernement équatorien pour une période de cinq ans un de nos plus habiles astronomes, M. Gonnessiat, de l'observatoire de Lyon. Ce savant va prendre la direction de l'observatoire de Quito. »

L’observatoire de Quito, à l’abandon depuis plusieurs années, fut remis en état par Gonnessiat qui y passa six années. Ses efforts se portèrent essentiellement sur les mesures relatives à la mission géodésique (tables de réfraction en altitude, mesures de longitudes) et à l’organisation de l’observatoire ; il créa également une école supérieure des sciences et installa un observatoire géophysique.
Revenu en France, il n’y resta qu’un année, mais mit à profit ce temps pour avancer ses recherches en astrométrie ; ainsi, avec Gaston Fayet (1874-1967), il installa le premier micromètre impersonnel motorisé en France.

### L’observatoire d’Alger
| (915) Cosette    | 14 décembre 1918 |
| (931) Whittemora | 19 mars 1920     |

À la mort du directeur et fondateur de l’observatoire d’Alger, Charles Trépied (1845-1907), le 10 juin 1907, Gonnessiat est nommé pour lui succéder en décembre.
L’observatoire travaillait sur la Carte du ciel et Gonnessiat obtint, en 1909, du Congrès astrographique international de Paris, de lancer la réalisation d’un catalogue d’étoiles fondamentales. L’observatoire d’Alger s’y consacra pleinement et, si la première partie du catalogue fut prête en 1914, faute de moyens et à cause de la guerre, le catalogue complet ne sortit qu’en 1924. La même année, le recteur de l’université d’Alger écrit au ministre, le 8 mars 1924 : « Gonnessiat serre de près ses assistantes ou calculatrices. Il a renvoyé une certaine demoiselle Malbos qui ne voulait pas se laisser faire et que nous avons recueillie au service météorologique ; et c’est une très honnête fille à n’en pas douter [...]. C’est un très grand travailleur et un savant, incontestablement. Mais en dehors de ses petites faiblesses pour le jupon, il a surtout le grave défaut de se faire détester de tous ses collaborateurs, sans exception. Voilà un grand observatoire avec 4 postes vacants (astronome adjoint et trois places d’aide astronome) ! »
D’autres projets, comme la révision des longitudes ou l’installation d’un service de sismologie, firent retarder le départ à la retraite de Gonnessiat jusqu’à 75 ans.
Il a également découvert deux astéroïdes en 1918 et 1920, (915) Cosette et (931) Whittemora. L'astéroïde (1177) Gonnessia a été nommé en son honneur.
François Gonnessiat a été nommé chevalier de la Légion d'honneur, 9 mars 1906.